# Маризи, Фредерик Кристоф Анри Пьер Клод
Фредерик Кристоф Анри Пьер Клод Маризи (фр. Frédéric Christophe Henri Pierre Claude Vagnair; 1765—1811) — французский военный деятель, бригадный генерал (1803 год), барон Ваньер (1808 год), участник революционных и наполеоновских войн. Имя генерала выбито на Триумфальной арке в Париже.

## Биография
Поступил на военную службу 11 февраля 1779 года кадетом в полк Конфланских гусар. 1 июля 1792 года присоединился к легиону Келлерманна. 4 октября 1793 года возглавил эскадрон Мозельского легиона. 19 июня 1794 года Маризи был переведён в 7-й гусарский полк, а через четыре дня произведён в полковники, и назначен командиром этого полка. С 1795 по 1801 год сражался в рядах Рейнской армии. 5 августа 1796 года был ранен в деле при Бопфингене, где получил три сабельные раны. 16 марта 1797 года при Виллингене под ним была убита лошадь.
24 марта 1803 года получил звание бригадного генерала. 3 мая возглавил бригаду лёгкой кавалерии в Армии Ганновера. 29 августа 1805 года его бригада стала частью 1-го армейского корпуса Великой Армии. Принимал участие в Австрийской кампании 1805 года. 2 декабря был ранен в сражении при Аустерлице.
С октября 1806 года по март 1807 года командовал 2-й бригадой (9-й и 12-й драгунские полки) 3-й драгунской дивизии. Принимал участие в Прусской кампании 1806 года и Польской кампании 1807 года, отличился в сражении при Эйлау. 7 сентября 1808 года назначен командиром 1-й бригады (13-й и 22-й драгунские полки) 4-й драгунской дивизии в Армии Испании. 8 августа 1809 года был ранен в бедро на мосту Арзобиспо, когда двигался на Боональ-де-Ибор. Захваченный в плен испанскими партизанами, был убит пастухами в Талавере 1 февраля 1811 года в возрасте 45 лет.

## Воинские звания
- Младший лейтенант (2 января 1784 года);
- Лейтенант (27 мая 1788 года);
- Капитан (29 апреля 1792 года);
- Командир эскадрона (4 октября 1793 года);
- Полковник (23 июня 1794 года);
- Бригадный генерал (24 марта 1803 года).

## Титулы
- Барон Ваньер и Империи (фр. baron Vagnair et de l'Empire; декрет от 19 марта 1808 года, патент подтверждён 22 ноября 1808 года)[1].

## Награды
Легионер ордена Почётного легиона (11 декабря 1803 года)
 Коммандан ордена Почётного легиона (14 июня 1804 года)